# Centralna sila
To je članek o centralni sili v fiziki, za vojaški pojem glej centralne sile.
Centrálna síla je v klasični mehaniki sila, katere velikost je odvisna le od razdalje telesa {\displaystyle r} od koordinatnega izhodišča in je usmerjena v smeri premice, ki ju povezuje:
{\displaystyle \mathbf {F} (\mathbf {r} )=\mu f(|\mathbf {r} |){\hat {\mathbf {r} }}\!\,,}
kjer je:
{\displaystyle \mathbf {F} \!\,} – sila,
{\displaystyle \mathbf {r} \!\,} – krajevni vektor,
{\displaystyle |\mathbf {r} |\equiv r\!\,} – dolžina krajevnega vektorja {\displaystyle \mathbf {r} \!\,},
{\displaystyle {\hat {\mathbf {r} }}\!\,} – krajevnemu vektorju pripadajoči enotski vektor, {\displaystyle {\hat {\mathbf {r} }}=\mathbf {r} /|\mathbf {r} |\!\,},
{\displaystyle f(\cdot )\!\,} – skalarna funkcija, {\displaystyle f:[0,+\infty ]\rightarrow \mathbb {R} \!\,},
{\displaystyle \mu \!\,} – poljubna fizikalna konstanta.
Velja enakovredna trditev – sila polja je centralna, če in samo če je polje krožno simetrično.

## Značilnosti
Centralna sila je konservativno polje, ki se ga lahko vedno izrazi z negativnim gradientom (skalarnega) potenciala:
{\displaystyle \mathbf {F} (\mathbf {r} )=-\nabla V(\mathbf {r} ){\text{, kjer je }}V(\mathbf {r} )=\int _{|\mathbf {r} |}^{+\infty }f(r)\,\mathrm {d} r\!\,,}
(zgornja meja integracije je poljubna, ker je potencial določen do aditivne konstante točno).
V konservativnem polju se ohranja skupna notranja energija (kinetična in potencialna):
{\displaystyle E={\frac {1}{2}}m\left|{\frac {\mathrm {d} \mathbf {r} }{\mathrm {d} t}}\right|^{2}+V(\mathbf {r} )={\text{konst.}}\!\,,}
in v polju centralne sile, tako da je vrtilna količina:
{\displaystyle \mathbf {L} =\mathbf {r} \times m{\frac {\mathrm {d} \mathbf {r} }{\mathrm {d} t}}={\text{konst.}}\!\,,}
ker je navor sile enak nič. Zaradi tega se telo giblje na ravnini pravokotno na vektor vrtilne količine, in zanj velja drugi Keplerjev zakon. Če je vrtilna količina enaka 0, se telo giblje po premici, ki ga veže z izhodiščem.
Posledica dejstva, da je centralna sila konservativna, je, da je iracionalna; njen rotor je enak nič:
{\displaystyle \nabla \times \mathbf {F} (\mathbf {r} )=\mathbf {0} \!\,.}

## Zgledi
Znana zgleda centralnih sil sta gravitacijska in Coulombova sila, kjer je {\displaystyle f(r)} obratno sorazmerna z {\displaystyle 1/r^{2}\!\,}. Za telo v takšnem polju z negativno {\displaystyle f(\cdot )\!\,} (kar odgovarja privlačni sili) veljajo Keplerjevi zakoni. 
Polje sil prostorskega harmoničnega oscilatorja je centralno, kjer je {\displaystyle f(r)\!\,} sorazmerna z {\displaystyle r\!\,} in negativna. Podobno je Hookova sila za vzmet.
Po Bertrandovem izreku sta:
{\displaystyle f(r)=-k/r^{2}\quad {\text{ in }}f(r)=-kr\!\,}
edini možni centralni polji sil s stabilnimi sklenjenimi tiri (orbitami).